# Свети Теодор Тирон (Буново)
„Свети Теодор Тирон“ е българска църква в село Буново, Софийска област.

## История
Църквата е построена в 1834 година, като преди изграждането ѝ за храм е служела каменната сграда до оброчището „Свети Никола“. Заедно с църквата е изградено и килийно училище – метоха. При строежа на църквата се изгражда и висок каменен зид отстрани, а от лицевата ѝ страна спускащ се ниско покрив – спусница. Първите икони на храма са дело на местния иконописец Михо Анчов, които са без художествена стойност. Първите свещеници в храма са и учители в килийното училище: поп Петър, поп Стефан Паньовски, служил до 1873 година, поп Иван Чилов и поп Евстатий. Отец Иван Чилов служил до 1904 година. В същата година идва за свещеник Константин Андреев от село Боженци, Габровско. По негова инициатива през 1908 година е извършен голям ремонт – премахната е спусницата, отворени са нови прозорци и врати. Църквата е изписана от дебърските майстори братята Яков и Исая Мажовски, като им помага Русалим Дичов.
След отец Константин, в 1929 година в църквата идва отец Георги Коевски, служил до 1932 г. По негова инициатива се построява нова камбанария.
В 2017 година църквата е обявена за архитектурна-строителна и художествена недвижима културна ценност от Възраждането с местно значение. В същата година на храма е направен ремонт за 20 000 лева.